# Eogystia sibirica
Eogystia sibirica is een vlinder uit de familie van de Houtboorders (Cossidae). De wetenschappelijke naam van de soort is voor het eerst gepubliceerd in 1895 door Sergei Nikolaevitsj Alphéraky.

## Verspreiding
De soort komt voor in Oost-Siberië (Kraj Primorje), Mongolië en China (Jilin, Binnen-Mongolië, Hebei, Shandong).

## Waardplanten
De rups leeft op Asparagus officinalis (Asparagaceae).